# گری آنتونی ویلیامز
گری آنتونی ویلیامز (انگلیسی: Gary Anthony Williams؛ زادهٔ ۱۴ مارس ۱۹۶۶) یک هنرپیشه اهل ایالات متحده آمریکا است. وی از سال ۱۹۸۵ میلادی تاکنون مشغول فعالیت بوده‌است.